# 精神鑑定
精神鑑定（せいしんかんてい）は、日本の裁判所が訴訟当事者などの精神状態・責任能力を判断するため、精神科医などの鑑定人に対して命じる鑑定の一つ。裁判所は、鑑定人の鑑定意見に拘束されず、自由に判断をなし得るが、これを採用し得ない合理的な事情が認められるのでない限り、その意見を十分に尊重して認定に用いなければならないとされている（最決昭和58年9月13日、最判平成20年4月25日）。

## 訴訟上の精神鑑定
訴訟上の精神鑑定は、刑事訴訟上の精神鑑定と、民事訴訟上の精神鑑定の二つに大別される。この他、家庭裁判所が担当する非公開（非訟事件）の家事審判上の精神鑑定がある。

### 刑事訴訟上の精神鑑定

#### 種類と目的
刑事訴訟上の精神鑑定には、裁判所の鑑定命令に基づき裁判所の選任した鑑定人により行われる精神鑑定（狭義の鑑定）と検察官あるいは弁護側が依頼して行われる鑑定とがある。
精神鑑定には、被告人に実行行為時点で責任能力があったか否か（責任能力鑑定）、現在の被告人に訴訟を続行し裁判を受けるための能力（訴訟能力）があるか否か（訴訟能力鑑定）、被告人の精神上の諸問題がどのように犯行に影響を与えたか（情状鑑定）などの目的がある。

#### 精神鑑定（責任能力鑑定）の効果　裁判所を拘束しない
日本の刑事裁判においては、被告人の精神状態が刑法39条にいう心神喪失又は心神耗弱に該当するかどうかは法律判断であって専ら裁判所に委ねられるべき問題であることはもとより、その前提となる生物学的、心理学的要素についても、上記法律判断との関係で究極的には裁判所の評価に委ねられるべき問題であり、専門家の提出した鑑定書に裁判所は拘束されない（最決昭和58年9月13日）とされている。このため、精神医学的診断（疾病診断）によって直ちに責任能力の有無が決められるものではない。個々の事例における精神の障害の質や程度を判断し、その精神の障害と行為との関係についての考察に基づいて責任能力が判断されることになっている。そのため、何らかの精神障害と病院で診断されたとしても、それによって直ちに刑責が軽減されるわけではない。

#### 事例
東京・埼玉連続幼女誘拐殺人事件の被告人（宮﨑勤）の精神鑑定で、日本で初めて複数の鑑定医による鑑定が行われた。

### 民事訴訟上の精神鑑定
民事訴訟上の精神鑑定には、
- 訴訟当事者などによる法律行為の当時、意思能力があったか否か
- 不法行為を行った加害者に、不法行為の当時、責任能力があったか否か

判断するための精神鑑定などがある。

### 家事審判上の精神鑑定
家事審判上の精神鑑定には、
- 後見開始の審判を行うに当たり、審判を受ける者に行為能力があるか否か

判断するための精神鑑定などがある。

## 他国の精神鑑定

### アメリカ合衆国
1921年頃から、犯罪者などを対象に精神鑑定が行われるようになった。